# (3733) Yoshitomo
(3733) Yoshitomo est un astéroïde de la ceinture principale.

## Description
(3733) Yoshitomo est un astéroïde de la ceinture principale. Il fut découvert le 15 janvier 1985 à Toyota par Kenzo Suzuki et Takeshi Urata. Il présente une orbite caractérisée par un demi-grand axe de 2,40 UA, une excentricité de 0,19 et une inclinaison de 5,9° par rapport à l'écliptique.

## Compléments